# El retorn de la primavera
El retorn de la primavera (en francès Le Printemps) és un quadre del pintor academicista francès William-Adolphe Bouguereau, que fou realitzat l'any 1886. Pintat a l'oli, fa 201 cm per 117 cm, i actualment es troba en exhibició al Museu d'Art Joslyn a Omaha, Nebraska. La pintura va arribar a Omaha poc després que fos adquirida per George W. Lininger. Lininger fou un col·leccionista d'art i galerista privat, que sovint obria la seva galeria al públic gratuïtament.

## Descripció de l'obra
La figura central del quadre és una nimfa, que està envoltada per nou àngels en un entorn que representa a l'inici de la primavera. Els àngels semblen estar despertant, això es nota en els tres àngels a la zona inferior del quadre, mentre que els tres àngels a la zona central semblen estar escapant o ignorant la situació, i tres àngels més són atrets per la nimfa i li recullen el cabell mentre un altre la mira fixament. La nimfa sembla que de primera impressió es veu sorpresa doncs recull els braços per damunt els seus pits, però després passa a ser part de la situació, com ho reflecteix en la seva mirada.

## Curiositats
El 1890 i el 1976 la pintura va ser agredida físicament a causa de la nuesa obertament sensual que mostra, tot i que cap de les dues vegades va patir danys greus.
Una rèplica de la pintura va aparèixer a l'escena del saló de ball a la casa Beaufort en la pel·lícula de 1993 L'edat de la innocència (tot i que la pel·lícula passa els 1870, anys abans que el quadre fos creat).